# Catharina Elisabeth Velten
Catharina Elisabeth Velten, född Paulsen 1646, död 1712, var en tysk skådespelerska och teaterdirektör. Hon var direktör för det kringresande teatersällskapet Hochdeutsche Hofcomödianten 1692–1712.

## Biografi
Catharina Elisabeth Velten var dotter till skådespelaren och teaterdirektören Carl Andreas Paulsen (1620–1679) och Catharina Lydia (död 1675), och gifte sig 1671 med skådespelaren Johannes Velten (1640–1692), som uppträdde i hennes fars teater. Catharina Elisabeth uppträdde själv troligen på scen från barndomen och framåt. Hennes make övertog faderns teatersällskap 1678. Teatersällskapet hade teatermonopol i Sachsen, och betraktades som ett av de främsta i Tyskland.
Efter makens död 1692 blev hon själv truppens direktör. Efter Sachsens personalunion med Polen, fick hon också tillstånd att uppträda där. Från denna tid tvingades hon emellertid konkurrera med andra teatersällskap. Från 1700 och framåt uppträdde truppen även utanför Sachsen, och sällskapet turnerade mellan Wien, Köpenhamn, Norge, Stockholm, Riga och Frankfurt. Hon var bildad och deltog 1701 i en debatt med den teaterfientlige Johann Joseph Winckler, diakon i Magdeburg, och tillbakavisade hans bibliska argument på latin och grekiska.
Catharina Elisabeth Velten bosatte sig 1712 i Wien med sin kollega Elisabet Spiegelberg.